# La Creu Blanca
La Creu Blanca és una muntanya de 355 metres que es troba al municipi de Sant Ferriol, a la comarca catalana de la Garrotxa.